# Kevin Labanc
Kevin Labanc (né le 12 décembre 1995 à Brooklyn dans l'État de New York aux États-Unis) est un joueur professionnel américain de hockey sur glace. Il évolue au poste d'ailier droit.

## Biographie

### Carrière en club
Après avoir évolué pour le programme de développement américain de hockey, il rejoint les rangs juniors canadiens en s'alignant pour les Colts de Barrie dans la LHO. Au terme de sa première saison avec les Colts, il est repêché par les Sharks de San José au sixième tour, 171e rang au total, lors du repêchage d'entrée dans la LNH 2014. 
Il progresse aussitôt lors des saisons suivantes avec les Colts en dépassant à deux reprises la barre des 100 points. Ainsi, en 2015-2016, il termine au premier rang des pointeurs de la ligue avec 127 points.
À sa première saison professionnelle en 2016-2017, il commence tout d'abord la saison dans la LAH avec le Barracuda de San José, équipe affiliée aux Sharks, mais un bon début de saison avec le Barracuda incite les Sharks à le rappeler en novembre 2016 pour y faire ses débuts dans la LNH. Il parvient même à passer la majorité de la saison dans la LNH avec les Sharks, disputant 55 matchs et récoltant 20 points.

### Carrière internationale
Il représente les États-Unis au niveau international. Il prend part aux sélections jeunes.

## Statistiques

### En club
| Saison     | Équipe                         | Ligue      |     | Saison régulière | Saison régulière | Saison régulière | Saison régulière | Saison régulière |   | Séries éliminatoires | Séries éliminatoires | Séries éliminatoires | Séries éliminatoires | Séries éliminatoires |
| Saison     | Équipe                         | Ligue      | PJ  | B                | A                | Pts              | Pun              | PJ               | B | A                    | Pts                  | Pun                  |                      |                      |
| 2011-2012  | U.S. National Development Team | USHL       | 33  | 3                | 8                | 11               | 10               | 2                | 0 | 0                    | 0                    | 2                    |                      |                      |
| 2012-2013  | U.S. National Development Team | USHL       | 26  | 3                | 6                | 9                | 8                | -                | - | -                    | -                    | -                    |                      |                      |
| 2013-2014  | Colts de Barrie                | LHO        | 65  | 11               | 24               | 35               | 30               | 11               | 3 | 4                    | 7                    | 4                    |                      |                      |
| 2014-2015  | Colts de Barrie                | LHO        | 68  | 31               | 76               | 107              | 55               | 9                | 2 | 4                    | 6                    | 8                    |                      |                      |
| 2015-2016  | Colts de Barrie                | LHO        | 65  | 39               | 88               | 127              | 70               | 15               | 6 | 20                   | 26                   | 28                   |                      |                      |
| 2015-2016  | Barracuda de San José          | LAH        | -   | -                | -                | -                | -                | 1                | 0 | 0                    | 0                    | 0                    |                      |                      |
| 2016-2017  | Barracuda de San José          | LAH        | 19  | 6                | 13               | 19               | 24               | 15               | 3 | 4                    | 7                    | 6                    |                      |                      |
| 2016-2017  | Sharks de San José             | LNH        | 55  | 8                | 12               | 20               | 22               | -                | - | -                    | -                    | -                    |                      |                      |
| 2017-2018  | Sharks de San José             | LNH        | 77  | 11               | 29               | 40               | 32               | 10               | 1 | 4                    | 5                    | 2                    |                      |                      |
| 2017-2018  | Barracuda de San José          | LAH        | 2   | 1                | 3                | 4                | 2                | -                | - | -                    | -                    | -                    |                      |                      |
| 2018-2019  | Sharks de San José             | LNH        | 82  | 17               | 39               | 56               | 36               | 20               | 4 | 5                    | 9                    | 14                   |                      |                      |
| 2019-2020  | Sharks de San José             | LNH        | 70  | 14               | 19               | 33               | 38               | -                | - | -                    | -                    | -                    |                      |                      |
| 2020-2021  | Sharks de San José             | LNH        | 55  | 12               | 16               | 28               | 31               | -                | - | -                    | -                    | -                    |                      |                      |
| 2021-2022  | Sharks de San José             | LNH        | 21  | 3                | 3                | 6                | 6                | -                | - | -                    | -                    | -                    |                      |                      |
| 2022-2023  | Sharks de San José             | LNH        | 72  | 15               | 18               | 33               | 36               | -                | - | -                    | -                    | -                    |                      |                      |
| Totaux LNH | Totaux LNH                     | Totaux LNH | 432 | 80               | 136              | 216              | 201              | 30               | 5 | 9                    | 14                   | 16                   |                      |                      |

### En équipe nationale
| Année | Équipe         | Compétition                  |    | PJ | B | A | Pts | Pun                |  | Résultat |
| 2013  | États-Unis U18 | Championnat du monde -18 ans | 7  | 1  | 0 | 1 | 0   | Médaille d'argent  |  |          |
| 2021  | États-Unis     | Championnat du monde         | 10 | 2  | 4 | 6 | 0   | Médaille de bronze |  |          |

## Trophées et honneurs personnels
- 2015-2016 :
  - remporte le trophée Jim-Mahon de l'ailier droit ayant marqué le plus de buts dans la LHO.
  - remporte le trophée Eddie-Powers du meilleur pointeur de la LHO.
  - remporte le trophée Leo-Lalonde du meilleur joueur sur-âgé de la LHO.
  - nommé dans la deuxième équipe d'étoiles de la LHO.